# Tom Hoad
Thomas „Tom“ Henry Hoad AM (* 23. März 1940 in Fremantle, Western Australia) ist ein ehemaliger australischer Wasserballspieler und -trainer.

## Karriere
Tom Hoad spielte für die Perth Comets. Bei den Olympischen Spielen 1960 in Rom wirkte Hoad in zwei Spielen mit, wobei er gegen Jugoslawien ein Tor erzielte. Die Australier schieden nach der Gruppenphase mit drei Niederlagen aus. Vier Jahre später bei den Olympischen Spielen 1964 in Tokio war Hoad bei beiden Niederlagen in der Gruppenphase dabei. 1972 beim olympischen Wasserballturnier in München spielte Hoad in acht Partien und erzielte sechs Tore, davon vier beim Unentschieden gegen Griechenland. Am Ende der Vorrunde lagen die Australier wegen eines mehr erzielten Tors vor den Griechen. In der Platzierungsrunde gelang den Australiern ein weiteres Unentschieden gegen Bulgarien. Alle anderen Spiele verloren sie und wurden am Ende Zwölfte unter 16 Mannschaften.
Bis 1988 war Hoad danach Trainer der australischen Nationalmannschaft und nahm so an vier Olympischen Spielen teil. Nach einem elften Platz 1976 in Montreal folgten der siebte Platz 1980 in Moskau, der fünfte Platz 1984 in Los Angeles und der achte Platz 1988 in Seoul. Die beste Platzierung bei Weltmeisterschaften war der 9. Platz bei der Wasserball-Weltmeisterschaft 1978 in West-Berlin. 1991 und 1998 war er Vorsitzender des Organisationskomitees bei den Weltmeisterschaften in Perth. Im Ehrenamt war er jahrelang als Vizepräsident und als Präsident für die Australian Water Polo Association tätig.
Seit 1994 ist Tom Hoad Mitglied des Order of Australia. 2011 wurde er in die International Swimming Hall of Fame aufgenommen. Seit 2021 ist er Mitglied der Sport Australia Hall of Fame.